# 沈学鳳
沈 学鳳（シム・ハクポン、朝鮮語: 심학봉/沈學鳳、1961年4月11日 - ）は、大韓民国の官僚、政治家。セヌリ党所属の第19代韓国国会議員。

## 経歴
亀尾電子工業高等学校、慶北大学校電子工学科、ミズーリ大学コロンビア校大学院経済学科卒（経済学修士）。特許庁特許審査官、経済協力開発機構事務局勤務を経て、青瓦台経済首席室および知識経済秘書官室選任行政官、韓国生産技術研究員、知識経済部経済自由区域企画団団長を務めた。2012年より第19代国会議員を務めたが、後述の性的暴行疑惑の余波により、国会での除名案の提出寸前の2015年10月12日に辞職状を提出し、国会で可決された。

## 不祥事
2015年7月24日、大邱のホテルで女性に性的暴行を加わった容疑により大邱中部警察署に通報された。しかし、大邱地方警察庁は沈を召喚して調査した結果、女性の陳述がその後「性的暴行ではない」に変わり、性的暴行の形跡なども発見できなかったため、8月4日ごろに「容疑なし」という意見で事件を検察に送付した。
一方、沈は2013年、政府の中小企業育成プロジェクトに選ばれるのを手伝うとかたり、ある電子部品メーカーから少なくとも2770万ウォンの賄賂を受け取った容疑により、2017年ごろに起訴された。2017年3月、収賄の疑いにより懲役4年3か月、罰金1億570万ウォン、追徴金1億570万ウォンの刑の確定を大法院から言い渡された。なお、1審では懲役6年4か月の刑を受けたが、2審では沈が議員事務室の運営資金の調達のために賄賂をもらった点などにより、懲役4年3か月の刑に減少された。